# Добрич (област Хасково)
Вижте пояснителната страница за други значения на Добрич.
Добрич е село в Южна България. То се намира в община Димитровград, област Хасково.

## География
Село Добрич се намира в Южна България, на 7 km от гр. Димитровград. През селото минава река Банска, над която има четири моста. Надморската височина на селото е 100 – 199 m.

## Културни и природни забележителности
- Църква „Свети Иван Рилски“
- Манастир „Успение Богородично“
- Читалище „Нов път 2011"

Съборът на село Добрич се провежда на 14 и 15 август.
Ежегодно на Сирни Заговезни в селото се пали висока клада за празника.

## Личности
- Иван Велев – участник в четата на Митьо Ганев
- Вельо Христозов – участник в четата на Митьо Ганев

## Кухня
Характерни за тази част на България са полеените яйца.